# 河南省历史文化名村
河南省历史文化名村由河南省政府公布。
- 河南省第二批历史文化名村：2007年04月公布，6个村[1] 　　
  - 孟津县朝阳镇卫坡村
  - 卫辉市狮豹头乡小店河村
  - 临颍县皇帝庙乡小商桥村
  - 郏县堂街镇临沣寨
  - 郏县李口乡张店村
  - 罗山县铁铺乡何家冲村。

- 河南省第三批历史文化名村：2008年11月14日公布，8个村[2]
  - 洛阳市嵩县田湖镇程村
  - 鹤壁市山城区鹿楼乡大胡村
  - 濮阳市清丰县双庙乡单拐村
  - 平顶山市郏县薛店镇下宫村
  - 平顶山市郏县茨芭乡苏坟村
  - 平顶山市郏县茨芭乡姑嫂寺村
  - 平顶山市鲁山县仓头乡仓头村
  - 信阳市固始县武庙乡锁口村

- 第四批历史文化名村：2010年11月17日公布，1个[3]
  - 内乡县乍曲乡吴垭村

- 第五批历史文化名村：9个[4]。
  - 汝阳县蔡店乡杜康村
  - 汝阳县小店镇圣王台村
  - 孟津县小浪底镇乔庄村
  - 陕县西张村镇庙上村
  - 渑池县段村乡赵沟村
  - 义马市东区办事处石佛村
  - 光山县文殊乡东岳村
  - 项城市王明口镇袁寨村
  - 济源市承留镇南姚村

- - 第六批历史文化名村：22个[5]
  - 郑州市上街区方顶村
  - 栾川县三川镇抱犊寨村
  - 修武县岸上乡一斗水村
  - 修武县西村乡双庙村场
  - 禹州市浅井镇扒村
  - 漯河市郾城区裴城村
  - 宝丰县赵庄乡魔冢营村
  - 宝丰县李庄乡翟集村
  - 宝丰县商酒务镇赵官营村
  - 宝丰县石桥镇高皇庙村
  - 郏县冢头镇李渡口村
  - 郏县薛店镇冢王村
  - 郏县茨芭镇山头赵村
  - 郏县渣园乡渣园村
  - 郏县姚庄回族乡礼拜寺村
  - 淅川县盛湾镇土地岭村
  - 桐柏县城郊乡北杨庄村
  - 商城县长竹园乡何家冲村
  - 商城县长竹园乡四方洼村
  - 商城县达权店镇新店村
  - 新县周河乡毛铺村
  - 新县八里畈镇神留桥村